# Bank für Tirol und Vorarlberg
Die BTV Vier Länder Bank AG ist eine österreichische Universalbank mit Sitz in Innsbruck. Sie ist in Österreich in Tirol, Vorarlberg und Wien sowie in Süddeutschland, der Schweiz und Italien tätig.
Die BTV ist ein Finanzdienstleister für exportorientierte, eigentümergeführte Unternehmer und Anleger mit Präsenz in Tirol, Vorarlberg, Wien, Bayern, Baden-Württemberg und der deutschsprachigen Schweiz. Kunden aus Norditalien werden von Österreich aus betreut. Die BTV bildet mit der Oberbank und der BKS Bank den Verbund der 3-Banken-Gruppe. 
Zum BTV-Konzern gehören verschiedene Beteiligungen, wie die Silvretta Montafon Holding GmbH oder die Mayrhofner Bergbahnen AG. 1904 gegründet, entwickelte sich die BTV von einer regionalen Bank zu einem grenzüberschreitenden Unternehmen.

## Geschichte

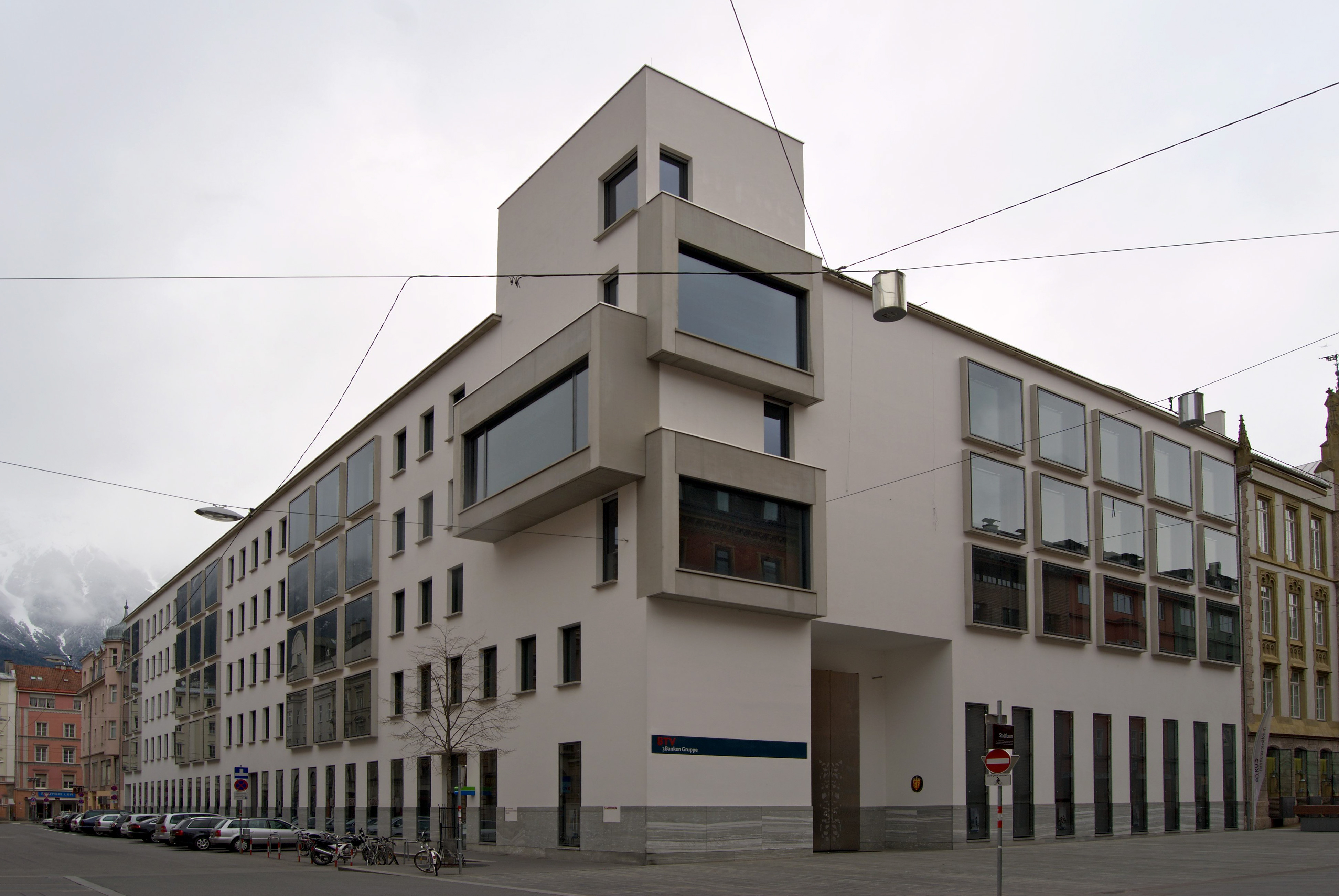
Hauptsitz der BTV in der Innsbrucker Innenstadt

Von der k.k. privilegierten Allgemeinen Verkehrsbank aus Wien wurde die BTV 1904 als Aktiengesellschaft gegründet und ging unter anderem aus einer bedeutenden Innsbrucker Privatbank hervor.
Durch die zurückhaltende Geschäftspolitik überlebte die BTV als einzige regionale Aktienbank die Wirtschaftskrise und ging durch die gezielte Übernahme heimischer Banken sogar gestärkt aus den 20er-Jahren hervor. Nach dem Zweiten Weltkrieg kurbelte die BTV durch die Vergabe von Krediten an regionale Unternehmen gezielt die heimische Wirtschaft an. 
Seit dem Jahr 1986 notiert die BTV als einzige regionale Bank Westösterreichs an der Wiener Börse. 1989 expandierte das Unternehmen nach Wien. 2004 – im 100. Bestandsjahr – folgte die erste Auslandszweigniederlassung in Staad am Bodensee in der Schweiz. 2006 erfolgte der Markteintritt in Bayern, Baden-Württemberg und Südtirol. 
Seit 1. Juli 2025 nennt sich die Bank für Tirol und Vorarlberg Aktiengesellschaft nun BTV Vier Länder Bank AG. 